# Vladimir Braga
Vladimir Braga (n. 1953) este un deputat moldovean în Parlamentul Republicii Moldova, ales în Legislatura 2005-2009 pe listele partidului Blocul electoral Moldova Democrată.